# Krožni izsek
Króžni izsèk je geometrijski lik, ki ga dobimo tako, da iz kroga izrežemo (izsekamo) del omejen z dvema polmeroma in s krožnim lokom. Oba polmera izhajata iz središča kroga in oklepata središčni kot.
Če središčni kot meri α stopinj, potem je ploščina krožnega izseka enaka {\displaystyle {\frac {\alpha }{360^{\circ }}}} ploščine celotnega kroga:
{\displaystyle p=\pi r^{2}\cdot {\frac {\alpha }{360^{\circ }}}={\frac {\pi r^{2}\alpha }{360^{\circ }}}}
Če središčni kot meri θ radianov, lahko ploščina krožnega izseka izračunamo po formuli:
{\displaystyle p=\pi r^{2}\cdot {\frac {\theta }{2\pi }}={\frac {r^{2}\theta }{2}}}
Krožni izsek, ki ustreza središčnemu kotu 180°, se imenuje polkrog.